# Hesydrus aurantius
Hesydrus aurantius är en spindelart som först beskrevs av Cândido Firmino de Mello-Leitão 1942. 
Hesydrus aurantius ingår i släktet Hesydrus och familjen Trechaleidae. Inga underarter finns listade i Catalogue of Life.